# Blu Cantrell
Blu Cantrell (rodným jménem Tiffany Cobb; * 16. března 1976, Providence, Rhode Island, USA) je americká R&B a soulovou zpěvačka a textařka.
Proslavila se roku 2001, vydáním debutového singlu "Hit 'Em Up Style (Oops!)", který vyšplhal na druhé místo US Billboard Hot 100 žebříčku. Píseň byla také úspěšná v několika dalších zemí a stala se součástí debutového alba "So Blu". Singl získal zpěvačce nominaci na Grammy.

## Život
Narodila sa v Providence v Rhode Islandu. Její matka, Susi Franco, bývalá "Mrs. Rhode Island", byla herečkou a jazzovou vokalistkou.  Cantrell je afroamerického a kapverdského původu z otcovy strany, a evropského původu ze strany matčiny.

## Kariéra

### 2001–2004:So BluaBittersweet
Single "Hit 'Em Up Style (Oops!)" získal zpěvačce nominace na Grammy za Nejlepší Ženské R&B Výkon a za Nejlepší R&B píseň, společně s American Music Award nominací za Novou Oblíbenou Soul/R&B Umělkyni, to vše roku 2002.
Druhé album Bittersweet mělo pozitivní ohlasy od kritiků a znovu nominaci za Nejlepší R&B Album na 46. Grammy Awards, přestože na žebřících nebyl tak úspěšný a vyšplhal se pouze na 37. příčku Billboard 200 žebříčku.

## Ceny a nominace

### American Music Awards
| Rok  | Cena                          | Result    |
| ---- | ----------------------------- | --------- |
| 2002 | Nový oblíbený Soul/R&B Umělec | Nevyhrála |

### Grammy Awards
| Rok  | Nominované dílo          | Award                     | Result    |
| ---- | ------------------------ | ------------------------- | --------- |
| 2002 | Hit 'Em Up Style (Oops!) | Nejlepší Ženský R&B Výkon | Nevyhrála |
| 2004 | Bittersweet              | Nejlepší R&B Album        | Nevyhrála |